# Ehrenbrief (Püterich)

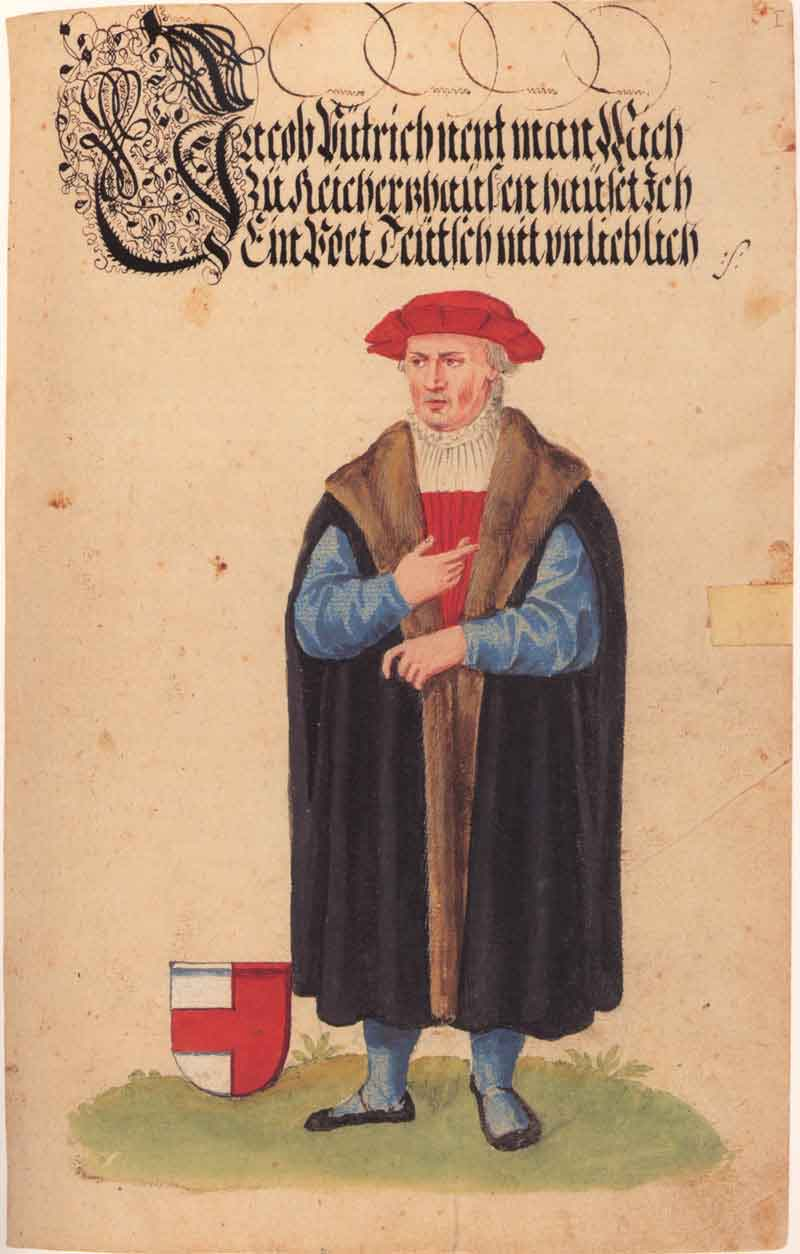
Autorenbild im Cgm 9220

Der Ehrenbrief des Jakob Püterich von Reichertshausen (1400–1469) ist ein gereimter Brief an die Fürstin Mechthild von der Pfalz aus dem Jahr 1462.
Der bayerische Adelige huldigt darin der literarisch interessierten Herrscherin, die in Rottenburg am Neckar residierte. Das in 148 Titurel-Strophen verfasste Werk besteht vor allem aus einem Gespräch mit der Adressatin, einem Verzeichnis des bayerischen turnierfähigen Adels (zu dem Püterichs Familie nicht gehörte) und Mitteilungen zu literarischen Werken und den Bibliotheken Püterichs und Mechthilds.
Scherzhaft-ironisch inszeniert Püterich sich als Minne-Ritter und Büchernarr. Der kunstvoll stilisierte Text gilt als "spätes Musterstück höfischer Kultiviertheit". Literaturgeschichtlich von Bedeutung sind die Aussagen über die eigene große Bibliothek Püterichs von 164 Bänden und über die Bücher Mechthilds, von der er ein Verzeichnis erhalten hatte. Während er selbst nur die alten Werke der mittelhochdeutschen Klassik schätzte, war Mechthild auch für die zeitgenössische Literatur aufgeschlossen. Der Ehrenbrief ist, so Thomas Cramer, "das ausführlichste Zeugnis für adlige Literaturinteressen im 15. Jahrhundert".

## Würdigung
„Die erste ausdrückliche Reflexion auf literarische Interessen aus dem deutschen (Stadt-) Adel, die erste Beschreibung einer adeligen Büchersammlung, die ersten Überlegungen zur Authentizität der Überlieferung, insgesamt so etwas wie der erste literarische Briefwechsel in deutscher Sprache (mag er auch fingiert sein und nur zur einen Hälfte erhalten)“

## Überlieferung
Als einzige Überlieferung des Ehrenbriefs galt eine 1997 für die Bayerische Staatsbibliothek erworbene Handschrift aus der Zeit um 1600 (Cgm 9220), bis Klaus Graf 2015 die mutmaßliche Vorlage dieses Manuskripts in der sogenannten Trenbach-Chronik (1590) des Niederösterreichischen Landesarchivs auffand.